# Platinum
Platinum este al cincilea album al lui Mike Oldfield, lansat în 1979 prin Virgin Records. A fost primul său album pe care se găseau cântece propriu zise și nu compoziții de durata unei întregi fețe de disc. O versiune diferită a albumului a fost lansată în Statele Unite și Canada sub numele de Airborn. 
Platinum s-a clasat pe locul 24 în UK Albums Chart. A petrecut 6 săptămâni în topurile norvegiene unde a atins de asemenea locul 24. Turneul "In Concert 1980", ce a durat din aprilie până în decembrie 1980, a fost susținut în vederea promovării albumului.

## Tracklist
1. "Platinum Part One: Airborne" (5:05)
2. "Platinum Part Two: Platinum" (6:06)
3. "Platinum Part Three: Charleston" (3:17)
4. "Platinum Part Four: North Star/Platinum Finale" (4:49)
5. "Woodhenge" (4:05)
6. "Into Wonderland" (3:49)
7. "Punkadiddle" (5:46)
8. "I Got Rhythm" (4:44)

## Single
- "Blue Peter" (1979)